# Leopoldo Guillermo de Baden-Baden
El margrave Leopoldo Guillermo de Baden-Baden (16 de septiembre de 1626 - 1 de marzo de 1671 en Baden-Baden) fue un mariscal de campo imperial. Era el segundo hijo de Guillermo de Baden y Catalina Úrsula de Hohenzollern-Hechingen.

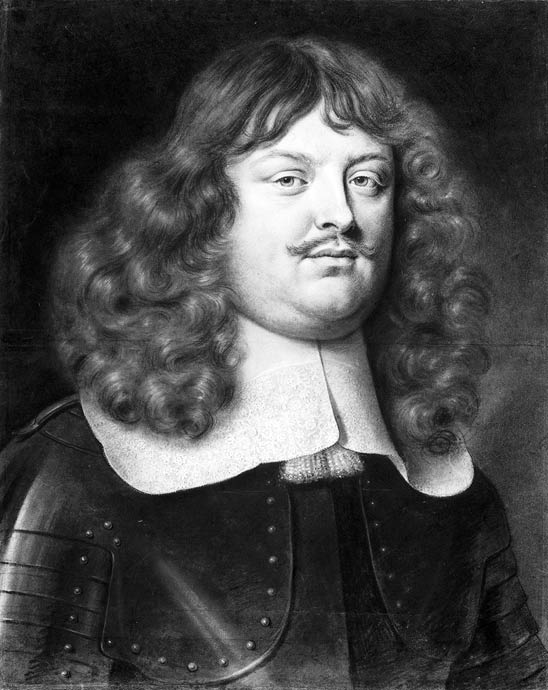
Leopoldo Guillermo de Baden-Baden (dibujo de Wallerant Vaillant, 1656, Staatliche Kunsthalle Karlsruhe).

Fue mariscal de campo del Sacro Imperio Romano Germánico, luchó en Pomerania contra los suecos, en Hungría contra los turcos (batalla de San Gotardo (1664)) y fue gobernador de Varaždin, Croacia.

## Matrimonio y descendientes
En 1659 se casó en primeras nupcias con Ana Silvia Caretto, condesa de Millesimo (1607-1664), con la que no tuvo hijos.
El 23 de febrero de 1666 desposó a la condesa María Francisca de Fürstenberg-Heiligenberg (1633-1702), de cuya unión nacieron:
- Leopoldo Guillermo  (20 de enero de 1667 - 11 de abril de 1716)
- Carlos Federico Fernando (1668-1680)
- Catalina Francisca (murió de niña)
- Henriette (murió de niña)
- Ana (murió de niña)

- Datos: Q68331
- Multimedia: Leopold William of Baden-Baden / Q68331